# Mark Watson
Mark Stewart Watson (Vancouver, 8 settembre 1970) è un allenatore di calcio ed ex calciatore canadese, di ruolo difensore.

## Palmarès

### Giocatore

#### Nazionale
- Gold Cup: 1

2000